# Fryderyk dla kompozytora / kompozytorki / teamu kompozytorskiego roku
Fryderyk dla kompozytora / kompozytorki / teamu kompozytorskiego roku – polska nagroda muzyczna Fryderyk, przyznawana corocznie w latach 1995–2012 i 2019–2024 w sekcji muzyki rozrywkowej w kategorii kompozytor / kompozytorka / team kompozytorski roku. Honorowała kompozytorów (solowych lub grupowo) za całokształt działalności w danym roku. Fryderyki są przyznawane od 1995 przez Związek Producentów Audio-Video (ZPAV) za osiągnięcia w rodzimym przemyśle muzycznym. Od 2000 za wyłanianie nominowanych, a następnie laureatów odpowiedzialna jest powołana przez ZPAV Akademia Fonograficzna.
Kategoria została wprowadzona podczas pierwszej edycji, Fryderyków 1994, pod nazwą najlepszy kompozytor. W edycjach od 1995 do 2012 nazywała się kompozytor roku. W edycji 2013 została wycofana w związku ze zmniejszeniem liczby kategorii, a kompozytorzy zaczęli być nominowani i nagradzani za konkretne utwory w kategorii utwór roku. W edycji 2019 powróciła, a w edycji 2022 zmieniła nazwę na kompozytor / kompozytorka / team kompozytorski roku. W edycji 2025 została ponownie wycofana.
Najwięcej nominacji w kategorii (9) otrzymał Wojciech Waglewski. Najwięcej nagród (po 3) zdobyli Dawid Podsiadło, Seweryn Krajewski i Wojciech Waglewski. Po 2 nagrody wygrali Andrzej Smolik, Grzegorz Ciechowski, Hania Rani, Lech Janerka i Robert Janson.

## Laureaci i nominowani
| Rok          | Zdjęcie                                                                                                   | Laureat                            | Pozostałe nominacje | Źr.    |
| ------------ | --- | ---------------------------------- | --- | ------ |
| 1994         | | Wojciech Waglewski                 | - Edyta Bartosiewicz - Marek Kościkiewicz - Piotr Banach - Robert Janson | [ 6 ]  |
| 1995         | | Robert Janson                      | - Edyta Bartosiewicz - Grzegorz Turnau - Robert Gawliński - Wojciech Waglewski | [ 7 ]  |
| 1996         | - Grzegorz Skawiński - Piotr Banach - Robert Amirian - Robert Chojnacki                                   | Robert Janson                      | [ 8 ] |        |
| 1997         | | Kayah                              | - Edyta Bartosiewicz - Grzegorz Skawiński - Robert Janson - Romuald Lipko | [ 9 ]  |
| 1998         | | Grzegorz Ciechowski                | - Edyta Bartosiewicz - Grzegorz Skawiński - Tymon Tymański - Wojciech Waglewski | [ 10 ] |
| 1999         | | Krzesimir Dębski                   | - Goran Bregović - Grzegorz Skawiński - Grzegorz Turnau - Robert Gawliński | [ 11 ] |
| 2000         | | Robert Friedrich                   | - Andrzej Smolik - Kayah - Łukasz Golec, Paweł Golec i Rafał Golec - Romuald Lipko | [ 12 ] |
| 2001         | | Grzegorz Ciechowski                | - Artur Rojek - Andrzej Smolik - Maciej Majchrzak - Wojciech Waglewski | [ 13 ] |
| 2002         | | Robert Gawliński                   | - Lech Janerka - Michał Grymuza - Przemysław Myszor - Yaro | [ 14 ] |
| 2003         | | Andrzej Smolik                     | - Jan Borysewicz - Kayah - Marcin Rozynek - Paweł Rurak-Sokal | [ 15 ] |
| 2004         | | Sidney Polak                       | - Jan Borysewicz - Ania Dąbrowska - Robert Gawliński - Bartek Królik i Marek Piotrowski | [ 16 ] |
| 2005         | | Lech Janerka                       | - Bartek Królik i Marek Piotrowski - Witold Cisło - Grzegorz Skawiński - Wojciech Waglewski - Magda Wójcik | [ 17 ] |
| 2006         | | Andrzej Smolik                     | - Ania Dąbrowska - Piotr Rubik - Piotr Siejka - Wojciech Waglewski | [ 18 ] |
| 2008         | | Wojciech Waglewski                 | - Lipali (Tomasz Lipnicki, Adrian Kulik i Łukasz Jeleniewski) - Katarzyna Nosowska - Marcin Macuk - Mateusz Pospieszalski                                                                                                  | [ 19 ] |
| 2009         | - Acid Drinkers - Andrzej Smolik - Ania Dąbrowska - Piotr Kupicha                                         | Wojciech Waglewski                 | [ 20 ] |        |
| 2010         | | Seweryn Krajewski                  | - BiFF - Katarzyna Nosowska i Paweł Krawczyk - Mateusz Pospieszalski - Tomasz Lipnicki | [ 21 ] |
| 2011         | - Andrzej Smolik - Czesław Mozil - Grzegorz Turnau - Monika Brodka i Bartek Dziedzic - Wojciech Waglewski | Seweryn Krajewski                  | [ 22 ] |        |
| 2012         | - Iza Lach - Julia Marcell - Luxtorpeda - Marcin Macuk                                                    | Seweryn Krajewski                  | [ 23 ] |        |
| 2019         | | Dawid Podsiadło i Bartosz Dziedzic | - Barbara Wrońska - Dominic Buczkowski-Wojtaszek, Patryk Kumór i Lanberry - Krzysztof Zalewski, Dawid Podsiadło, Olek Świerkot i Marcin Macuk - Patryk Kumór, Michał Pietrzak, Dominic Buczkowski-Wojtaszek i Jan Bielecki | [ 24 ] |
| 2020 (remis) | | Dawid Podsiadło i Olek Świerkot    | - Błażej Król - Daria Zawiałow i Michał Kush - Dominic Buczkowski-Wojtaszek, Patryk Kumór i Lanberry | [ 25 ] |
| 2020 (remis) | Hania Rani                                                                                                |                                    | - Błażej Król - Daria Zawiałow i Michał Kush - Dominic Buczkowski-Wojtaszek, Patryk Kumór i Lanberry | [ 25 ] |
| 2021         | | Hania Rani                         | - Kayah, Lanberry, Dominic Buczkowski-Wojtaszek i Patryk Kumór - Krzysztof Zalewski - Michał „Fox” Król, Grzegorz Hyży i Daniel Walczak - sanah                                                                            | [ 26 ] |
| 2022         | | Daria Zawiałow i Michał Kush       | - Hania Rani i Dobrawa Czocher - Kaśka Sochacka - sanah i Kuba Galiński - Sobel i Piotr Lewandowski | [ 27 ] |
| 2023         | | Dawid Podsiadło i Kuba Galiński    | - Błażej Król i Quebonafide - Hotel Torino (Dominic Buczkowski-Wojtaszek i Patryk Kumór) - Ralph Kaminski - sanah | [ 28 ] |
| 2024         | | Lech Janerka                       | - Daria Zawiałow i Bartosz Dziedzic - Łona, Konieczny i Krupa - sanah, Dominic Buczkowski-Wojtaszek i Patryk Kumór - Vito Bambino, Amar Ziembiński, Franciszek Kempa i Moo Latte                                           | [ 29 ] |

## Statystyki
| Liczba | Osoba/zespół        | Lata             |
| ------ | ------------------- | ---------------- |
| 3      | Dawid Podsiadło     | 2019, 2020, 2023 |
| 3      | Seweryn Krajewski   | 2010, 2011, 2012 |
| 3      | Wojciech Waglewski  | 1994, 2008, 2009 |
| 2      | Andrzej Smolik      | 2003, 2006       |
| 2      | Grzegorz Ciechowski | 1998, 2001       |
| 2      | Hania Rani          | 2020, 2021       |
| 2      | Lech Janerka        | 2005, 2024       |
| 2      | Robert Janson       | 1995, 1996       |

| Liczba | Osoba/zespół                 | Lata                                                 |
| ------ | ---------------------------- | ---------------------------------------------------- |
| 9      | Wojciech Waglewski           | 1994, 1995, 1998, 2001, 2005, 2006, 2008, 2009, 2011 |
| 6      | Andrzej Smolik               | 2000, 2001, 2003, 2006, 2009, 2011                   |
| 6      | Dominic Buczkowski-Wojtaszek | 2019 (×2), 2020, 2021, 2023, 2024                    |
| 6      | Patryk Kumór                 | 2019 (×2), 2020, 2021, 2023, 2024                    |
| 5      | Grzegorz Skawiński           | 1996, 1997, 1998, 1999, 2005                         |
| 4      | Dawid Podsiadło              | 2019 (×2), 2020, 2023                                |
| 4      | Edyta Bartosiewicz           | 1994, 1995, 1997, 1998                               |
| 4      | Kayah                        | 1997, 2000, 2003, 2021                               |
| 4      | Robert Gawliński             | 1995, 1999, 2002, 2004                               |
| 4      | Robert Janson                | 1994, 1995, 1996, 1997                               |
| 4      | sanah                        | 2021, 2022, 2023, 2024                               |
| 3      | Ania Dąbrowska               | 2004, 2006, 2009                                     |
| 3      | Bartosz Dziedzic             | 2011, 2019, 2024                                     |
| 3      | Daria Zawiałow               | 2020, 2022, 2024                                     |
| 3      | Grzegorz Turnau              | 1995, 1999, 2011                                     |
| 3      | Hania Rani                   | 2020, 2021, 2022                                     |
| 3      | Lanberry                     | 2019, 2020, 2021                                     |
| 3      | Lech Janerka                 | 2002, 2005, 2024                                     |
| 3      | Marcin Macuk                 | 2008, 2012, 2019                                     |
| 3      | Seweryn Krajewski            | 2010, 2011, 2012                                     |